# SQL Server Express
Microsoft SQL Server Express – darmowa dystrybucja Microsoft SQL Server. Z powodu ograniczonych możliwości w stosunku do Microsoft SQL Server, przeznaczony jest dla wbudowanych i małych aplikacji.

## Możliwości
- Maksymalny rozmiar pojedynczej bazy danych wynosi 10 GB w SQL Server 2019, SQL Server 2017, SQL Server 2016, SQL Server 2014, SQL Server 2012, i 2008 R2 Express (4 GB dla edycji SQL Server 2008 Express i wcześniejszych).
- Brak SQL Server Agent
- Ograniczenia sprzętowe:
  - Praca tylko na jednym fizycznym procesorze, jednak jest możliwość pracy na procesorze wielordzeniowym
  - 1 GB pamięci RAM

- SQL Server Express dostarcza również graficzne narzędzia zarządzania bazą danych, które zawierają:
  - SQL Server Management Studio Express
  - SQL Server Configuration Manager
  - SQL Server Surface Area Configuration tool
  - SQL Server Business Intelligence Development Studio

- Niektóre narzędzia dostępne w wersji MS SQL Server Standard (i wyższych) nie zostały włączone do MS SQL Server Express:
  - Analysis Services
  - Integration Services
  - Notification Services

## Wersje
Microsoft stworzył trzy pakiety oprogramowania SQL Server Express:
- Podstawowy, zawierający tylko silnik bazy danych
- SQL Server Express with Tools – oprócz silnika bazy danych zawiera graficzne narzędzie do zarządzania i konfiguracji bazą SQL Server Management Studio Basic.
- SQL Server Express with Advanced Services – zawiera zredukowany pakiet pod względem funkcjonalności SQL Server Reporting Services wspomagający projektowanie i tworzenie raportów oraz komponenty umożliwiające wyszukiwanie pełnotekstowe (full-text)